# 航空座椅

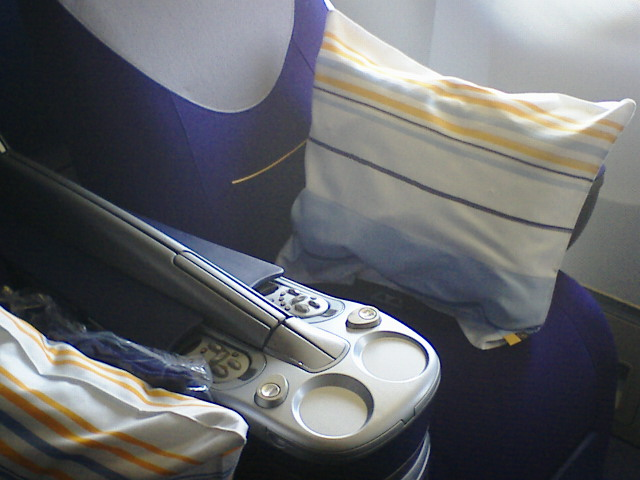
汉莎航空波音747-400的商务舱座位

航空座椅是飛机上机舱中为乘員提供舒适与保障安全的机载设备。通常成排排列于机舱内，裝有安全帶。飞机上此类座位的示意图称为飞机座位图。
在民航客機上，視艙等的不同，座椅的寬度及間距有所不同，艙等越高者，座椅越寬、椅背可調角度越大，甚至可平躺，且通常還會有靠墊支撐小腿。除了供乘客乘坐的座椅，還有供空服員及其他機組員乘坐，稱為「Jump seat」的可收折座椅。
貨機通常只有少數供機組員及隨機人員乘坐的座椅，但某些貨機的貨艙可快速加裝座椅供臨時載人使用。軍用運輸機大多在機艙艙壁裝有可收折座椅。